# Guy Georges Guittonneau
Guy Georges Guittonneau ( 1934 ) es un botánico y profesor francés .

## Algunas publicaciones
- 1995. Note on the text of the Geraniologia of L'Heritier. Ed. Geraniaceae Group. 4 p. ISBN 1899742190

### Libros
- guy-georges Guittonneau, richard timothy fred Clifton. 1997. Erodium Bibliography. Ed. Richard Timothy Fred Clifton, compiló Ray Cooper, revisada, publicó Geraniaceae Group, 27 p. ISBN 1899742301, ISBN 9781899742301

- 1992. Connaître et reconnaître la flore et la végétation méditerranéennes. Ed. Ouest-France. 331 p. ISBN 2737311195

- 1980. Les fleurs méditerranéennes. Volumen 5 de Guides couleurs. Nature. Collection "Protection des rivages". Ed. Ouest-France. 62 p. ISBN 2858822549

- 1970. Contribution à l'étude diosystématique du genre érodium l'hérit: dans le bassin méditerranéen occidental. Ed. Faculté des sciences d'Orsay. 253 p.

## Honores

### Epónimos
- (Asteraceae) Carlina guittonneaui Dobignard[1]

- La abreviatura «Guitt.» se emplea para indicar a Guy Georges Guittonneau como autoridad en la descripción y clasificación científica de los vegetales.[2]

## Fuente
- André Charpin; Gérard-Guy Aymonin. 2004. Bibliographie sélective des Flores de France. V. Notices biographiques sur les auteurs cités : A-H et compléments. Le Journal de Botanique de la Société botanique de France, 27 : 47-87